# Reality/Dancin' in Hip-Hop
Pour les articles homonymes, voir Reality.
Singles de Ami Suzuki
Thank You 4 Every Day Every Body
(2000) Tsuyoi Kizuna
(2004)
Reality / Dancin' in Hip-Hop est le 12e single de Ami Suzuki, sorti en 2000.

## Présentation
Le single sort le 27 septembre 2000 au Japon sous le label True Kiss Disc de Sony Music Japan, coécrit et produit par Tetsuya Komuro. Il atteint la 3e place du classement de l'Oricon. Il se vend à 142 260 exemplaires la première semaine, et reste classé pendant 6 semaines, pour un total de 211 000 exemplaires vendus.
C'est un single « double face A ». Les deux chansons ont été utilisées comme thèmes musicaux pour deux campagnes publicitaires différentes, la première pour Bourbon Corporation et la seconde pour Kracie Holdings. Elles figureront uniquement sur la compilation de la chanteuse qui sort l'année suivante : Fun For Fan. Le single contient aussi une version remixée de l'un des titres, et une version « a cappella » de l'autre, en plus de sa version instrumentale, soit exceptionnellement cinq titres.
C'est le dernier single de Ami Suzuki avec ce label et avec Tetsuya Komuro, qui l'avait lancée deux ans auparavant. En effet, à la suite de problèmes de droits d'auteurs entrainant un procès avec sa maison de disques dans les mois qui suivront, la chanteuse voit sa carrière s'interrompre en plein succès, et ne pourra pas sortir d'autre disque original pendant plusieurs années. Elle finira par sortir deux singles en 2004 sur des labels indépendants, et ne recommencera à sortir des disques en major qu'à partir de 2005 pour le label concurrent avex trax.

## Liste des titres
Toute la musique est composée par Tetsuya Komuro.
| 1. | Reality - TK Original mix         | Tetsuya Komuro & Mitsuko Komuro        | 4:58 |
| 2. | Dancin' in Hip-Hop - Original mix | Tetsuya Komuro & Ami / rap : Mean Mimi | 5:03 |
| 3. | Dancin' in Hip-Hop - Club mix     | Tetsuya Komuro & Mitsuko Komuro        | 5:02 |
| 4. | Reality - Instrumental            | (Instrumental)                         | 4:59 |
| 5. | Reality - Acappella               | Tetsuya Komuro & Mitsuko Komuro        | 4:43 |